# Leonardo di Cava
Leonardo (... – Abbazia territoriale della Santissima Trinità di Cava de' Tirreni, 18 agosto 1255) è stato un religioso italiano venerato dalla Chiesa cattolica come Beato.

## Agiografia
Leonardo venne eletto abate dell'Abbazia territoriale della Santissima Trinità di Cava de' Tirreni il 13 dicembre 1232  dove rimase per 23 anni. È ricordato come un uomo saggio, diligente e buono, seppe mantenere buoni i rapporti sia con il Papa che con l'Imperatore. Nel 1245 venne chiamato per rappresentare l'Imperatore al Concilio di Lione I. L'abbazia crebbe di importanza per tutto il medioevo grazie all'Imperatore e ai papi Innocenzo IV e Alessandro IV. I monaci nonostante la loro importanza continuarono a svolgere con diligenza il loro compito e quando la città di Benevento venne distrutta dai germanici l'abbazia custodì la reliquia di San Bartolomeo e il tesoro della diocesi che poi verranno restituiti alla città di Benevento ma una parte rimarrà nell'Abbazia. Leonardo morì il 18 agosto 1255 e fu sepolto dapprima nella grotta Arsicia, luogo dove Sant'Alferio condusse la sua vita come eremita, attualmente le sue reliquie si trovano in un altare laterale della chiesa dell'abbazia. Il suo culto venne approvato da Pio XI nel 1928.